# Tajgeta (mjesec)
Tajgeta (također Jupiter XX) je prirodni satelit planeta Jupiter, iz grupe Carme. Retrogradni nepravilni satelit s oko 5 kilometara u promjeru i orbitalnim periodom od 686.675 dana.